# Ziemia skuta lodem
Ziemia skuta lodem (ang. The Icebound Land) – trzecia książka z cyklu powieści fantasy Zwiadowcy, autorstwa australijskiego pisarza Johna Flanagana.

## Opis fabuły
Po zaciętej walce z Lordem Morgarathem, Will i Evanlyn zostają  pojmani przez Skandian do niewoli i odpływają na pokładzie przerażającego "Wilczego Wichru". Halt, mentor Willa, poprzysiągł uratować go i zrobi wszystko, by dotrzymać obietnicy – nawet przeciwstawić się królowi. Wykluczony ze zwiadowców i skazany na roczne wygnanie z Araluenu, Halt wraz z Horacem wyrusza w kierunku zimnej Skandii. Po drodze nieustannie wyzywani do walki są przez niezależnych rycerzy, ale potyczki kończą się zawsze zwycięsko dla Horace'a. Wkrótce zaczyna przyciągać uwagę rycerzy i wojowników z daleka swoimi niesamowitymi umiejętnościami. Jednakże, podczas gdy Horace zdobywa swoją reputację, Will i Evanlyn walczą o przetrwanie jako niewolnicy Skandian.